# Msitu wa Tembo
Msitu wa Tembo è una circoscrizione rurale (rural ward) della Tanzania situata nel distretto di Simanjiro, regione del Manyara. Conta una popolazione di 12 054 abitanti (censimento 2012).